# HMS Polyphemus (1881)
HMS Polyphemus (Корабль Её Величества «Полифемус») — британский таранный миноносец (англ. torpedo ram). Служил в британском Королевском флоте с 1881 по 1903 годы. Уникальный мелкосидящий корабль с узкой невысокой надводной частью предназначался для прорыва во вражеский порт и атаки стоящих там кораблей. Разработан Натаниэлем Барнаби в рамках концепции бронепалубного миноносца. Таран рассматривался как второстепенное оружие.
Существует гипотеза, что «Полифемус» послужил Герберту Уэллсу прототипом таранного миноносца «Сын грома» (англ. torpedo ram HMS Thunder Child) (в некоторых переводахпереводах ошибочно назван "Громящим"), сражавшегося с треножниками марсиан в «Войне миров». В пользу гипотезы говорит тот факт, что «Полифемус» был единственным в британском флоте таранным миноносцем.

## Проектирование

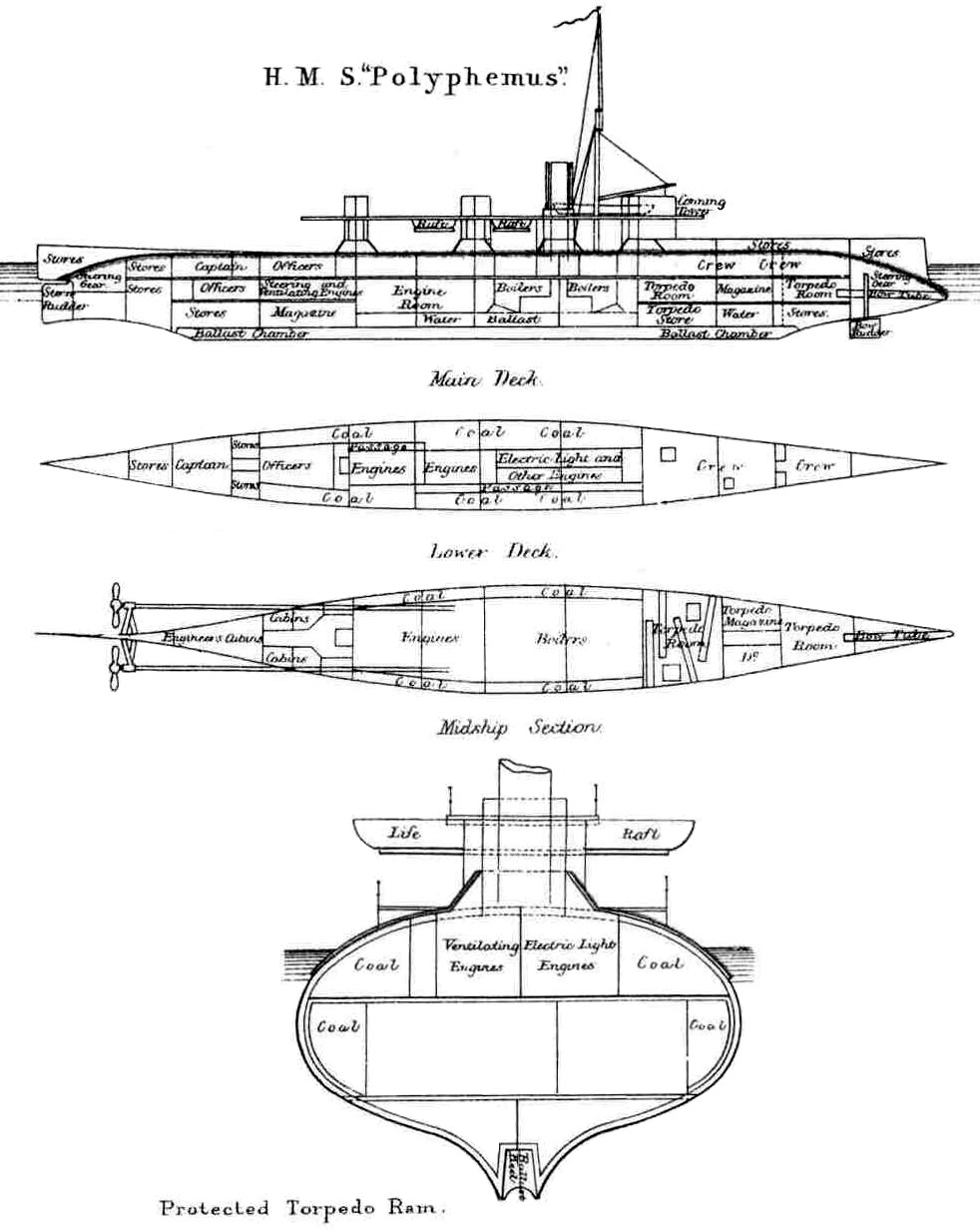
Общее расположение «Полифемуса». Brasseys Naval Annual за 1888 год.

В 1872 году британское Адмиралтейство основало «Торпедный комитет», в задачу которого входило исследование способов применения недавно изобретённой торпеды Уайтхеда в условиях открытого моря. Для опытов был построен корабль «Везувий». Вооруженный торпедами Уайтхеда корабль развивал скорость менее 10 узлов. Предполагалось, что для пуска торпед корабль должен скрытно приблизиться к врагу на несколько сотен ярдов. Барнаби и его помощник Данн взяли корабль за прототип и на его основе к середине 1870-х разработали проект скоростного сигарообразного корабля с пятью подводными торпедными аппаратами, защищённого двумя дюймами брони, настланной поверх палубы. В конце 1875 года проект изменили, увеличив размеры корабля и оснастив его тараном. В 1876 году проект эволюционировал в небронированный таранный миноносец длиной 73 метра, развивавший скорость 17 узлов (31,5 км/ч). Позднее палубу, видневшуюся над водой, решили забронировать.

## Постройка
Заказ на постройку «Полифемуса» был выдан королевской верфи в Чатеме 5 февраля 1878 года. Корабль заложили 21 сентября того же года. 15 июня 1881 года «Полифемус» спустили на воду. Заказ на второй корабль этого типа был сделан этой же верфи 30 декабря 1881 года, однако к постройке не приступали, а корабль так и не получил имя. Ещё один заказ этой же верфи был сделан 6 марта 1885 года, однако постройка корабля, наречённого HMS Adventure, была отменена 12 августа того же года.

## Конструкция
Корабль отличался необычной формой корпуса: узкая невысокая надводная часть переходила в широкую сигарообразную подводную часть. Вместо киля в диаметральной плоскости «Полифемуса» от штевня до штевня разместили железную коробку, в которую укладывалось 360 т чугунного балласта. Коробку при экстренной необходимости можно было сбросить, повысив тем самым плавучесть, для чего следовало выбить пару штырей, крепивших её к корпусу.
На корабле имелись два котельных и машинных отделения. Часть корпуса, похожая на черепаший панцирь, находилась ниже ватерлинии. Вдоль выпуклых подводных бортов шли продольные переборки, пространство между ними и обшивкой заполнялось углём. По сути, такое размещение угольных ям представляло собой первую в мире противоторпедную защиту наподобие противоторпедных булей, широко распространённых впоследствии. В угольных ямах хранились 200 тонн угля (пр необходимости можно было принять 300 тонн).
Создатели корабля понимали, что успех их творения будет зависеть прежде всего от скорости хода, и постарались сделать всё возможное для её увеличения. Две паровые машины системы компаунд при нормальной тяге развивали мощность 5000 л. с., которую при использовании принудительного дутья в котлы можно было повысить до 7000 л. с. При максимальной мощности скорость хода составляла 18 узлов (33 км/ч), что для корабля такого водоизмещения в начале 1880-х годов можно считать выдающимся результатом.
Из-за особенностей архитектуры корабля (90 % его внутреннего объёма находились под водой) и высокой скорости хода «Полифемус» обладал плохой манёвренностью. Конструкторы попытались решить проблему, установив носовое рулевое устройство (выдвигавшееся), однако эффект от него оказался незначительным — циркуляция сократилась примерно на 12 %.

### Вооружение

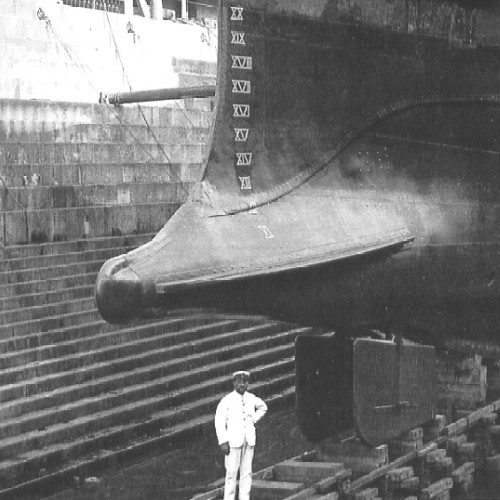
Таран и носовые рули «Полифемуса». На острие тарана видна крышка носового торпедного аппарата

#### Торпедное оружие
Корабль был вооружён пятью подводными 356-мм торпедными аппаратами: носовым и четырьмя траверзными. Боезапас — 18 торпед Mark II. Аппараты могли выстрелить торпедой на дистанцию 600 ярдов (549 м), при этом она развивала скорость 18 узлов (33,3 км/ч) — немногим быстрее самого «Полифемуса».

#### Таран
Форштевень «Полифемуса» имел таранную форму, причём внутри тарана располагался торпедный аппарат, крышка которого открывалась наружу. Проектанты тщательно подошли к вопросу выбора наилучшей формы крышки и обтекателя, так как в ходе изысканий выяснили, что форма заметно влияет на скорость корабля. Выбранные обводы обтекателя напоминают бульб, устанавливаемый на современных судах и кораблях.

#### Артиллерия
Артиллерийское вооружение состояло из шести 25-миллиметровых двухствольных скорострельных пушек системы Норденфельда, размещённых в легко бронированных башенках. Позже вместо башенок установили 57-мм пушки.

### Другие нововведения
«Полифемус» первым в Королевском флоте получил сеть электрического освещения с напряжением 80 В. Переход на 80-вольтовое освещение был предпринят флотом в 1882 году после случая на броненосце «Инфлексибл», когда удар тока напряжением 800 В убил человека.
Корабль оснастили лёгкой палубой, вмещавшей ходовой мостик и позиции скорострельных пушек. В случае затопления корабля палуба сохраняла плавучесть, превращаясь в два спасательных плота.

## Служба

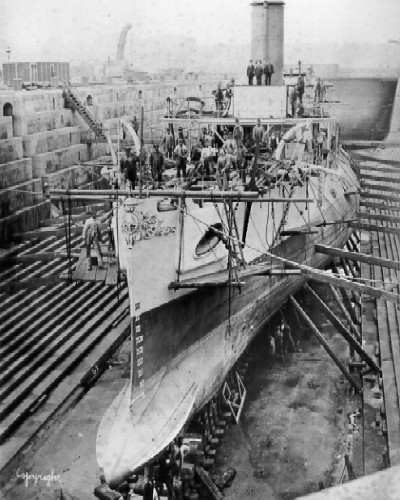
«Полифемус» в сухом доке. 1881 год

Большую часть службы «Полифемус» использовался как опытовый корабль. Так, в 1885 году он предпринял учебную атаку на гавань Каслтаунбера, целью которой было выяснение возможности прорыва миноносца-тарана в Кронштадтскую гавань (ожидалась война с Российской империей). Подходы к гавани прикрывались миноносцами и пулемётным огнём, движение по акватории затруднили установкой боновых заграждений и сетей. Тем не менее, 30 июня «Полифемус» сумел преодолеть позиции «обороняющихся» и вошёл в гавань, легко прорвав боновые заграждения. Несмотря на успех, флот не стал заказывать постройку подобных кораблей. Вероятной причиной тому стал быстрый прогресс в развитии скорострельной артиллерии. В самом начале службы «Полифемуса» орудия, способные пробить его броню, отличались неповоротливостью и низкой скорострельностью — шансы поразить столь быстроходный по тем временам корабль были невелики. Однако это положение сохранялось недолго и развитие скорострельной артиллерии поставило крест на концепции такого корабля. Да и сам 18-узловой ход вскоре оказался вовсе не исключительным даже для броненосцев. «Полифемус» остался единственным таранным миноносцем Королевского флота Великобритании.

## Аналоги
Несмотря на широкую популярность идеи «таранного миноносца» в 1880-х, аналог «Полифемуса» был построен только в США. Таранный корабль USS Katahdin довёл концепцию таранного корабля до абсолюта, вовсе не имея какого-либо кроме тарана вооружения (впоследствии на него установили несколько лёгких пушек). Корабль находился в эксплуатации с 1896 по 1898 год и сразу же после завершения испано-американской войны был списан. Так же существовали аналогичные идеи на кораблях более крупных классов, к примеру, итальянский таранный броненосец Affondatore.